# Liste der Biografien/Nol
Liste der Biografien |
Portal Biografien |
Personensuche
# |
A |
B |
C |
D |
E |
F |
G |
H |
I |
J |
K |
L |
M |
N |
O |
P |
Q |
R |
S |
T |
U |
V |
W |
X |
Y |
Z |
?
 
Na |
Nb |
Nc |
Nd |
Ne |
Nf |
Ng |
Nh |
Ni |
Nj |
Nk |
Nl |
Nm |
Nn |
No |
Nr |
Ns |
Nt |
Nu |
Nv |
Nw |
Nx |
Ny |
Nz
 
Noa |
Nob |
Noc |
Nod |
Noe |
Nof |
Nog |
Noh |
Noi |
Noj |
Nok |
Nol |
Nom |
Non |
Noo |
Nop |
Nor |
Nos |
Not |
Nou |
Nov |
Now |
Nox |
Noy |
Noz
Die Liste der Biografien führt alle Personen auf, die in der deutschsprachigen Wikipedia einen Artikel haben. Dieses ist eine Teilliste mit 399 Einträgen von Personen, deren Namen mit den Buchstaben „Nol“ beginnt.

## Nol

### Nola
- Nola, Marco (* 1971), deutscher Komponist, Musiker, Dirigent, Schauspieler, Regisseur, Produzent und Autor
- Nola, Pawlina (* 1974), bulgarisch-neuseeländische Tennisspielerin
- Nola, Vicente (* 1926), brasilianischer Fußballspieler
- Nolan, Adam (* 1987), irischer Boxer im Weltergewicht
- Nolan, Albert (1934–2022), südafrikanischer Ordensgeistlicher und römisch-katholischer Theologe sowie Anti-Apartheid-Kämpfer
- Nolan, Bob (1908–1980), kanadischer Sänger, Gründungsmitglied der Sons of the Pioneers
- Nolan, Carol (* 1978), irische Politikerin
- Nolan, Christopher (1965–2009), irischer Schriftsteller
- Nolan, Christopher (* 1970), britisch-US-amerikanischer Filmregisseur, Drehbuchautor und FilmproduzentChristopher Nolan (* 1970)

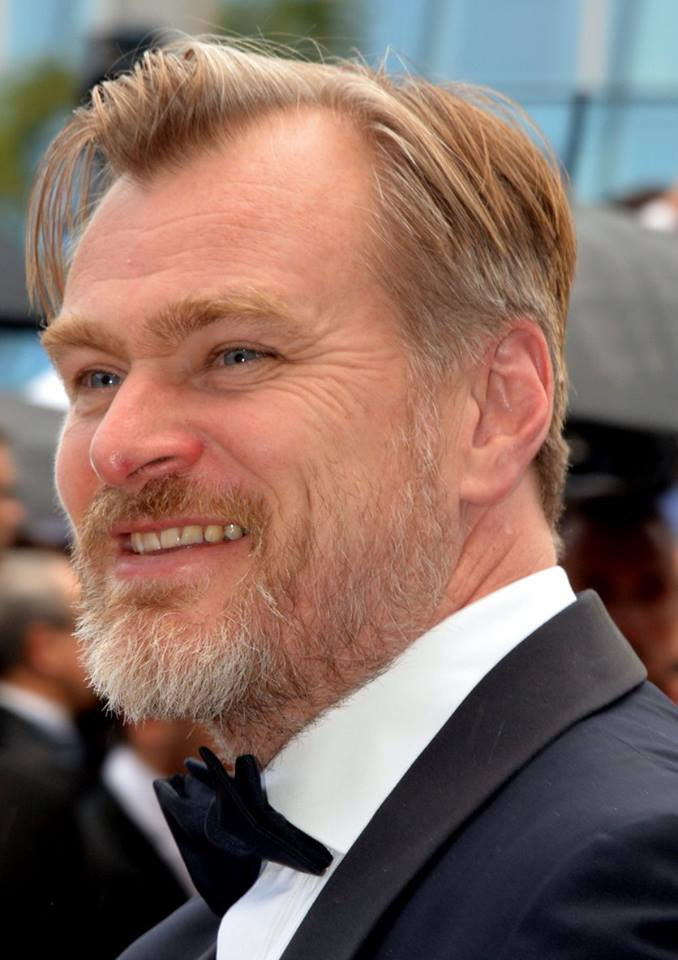
Christopher Nolan (* 1970)

- Nolan, David (1943–2010), US-amerikanischer Politiker
- Nolan, Deanna (* 1979), US-amerikanische Basketballspielerin
- Nolan, Dennis E. (1872–1956), US-amerikanischer Generalmajor
- Nolan, Derek (* 1982), irischer Politiker der irischen Labour Party
- Nolan, Doris (1916–1998), US-amerikanische Schauspielerin
- Nolan, Doug (* 1976), US-amerikanischer Eishockeyspieler
- Nolan, Eddie (* 1988), irischer Fußballspieler
- Nolan, Errol (* 1991), jamaikanisch-US-amerikanischer Sprinter
- Nolan, Francis, britischer Phonetiker
- Nolan, Graham (* 1962), US-amerikanischer Comiczeichner
- Nolan, Han (* 1956), US-amerikanische Autorin
- Nolan, Hayley (* 1997), irische Fußballspielerin
- Nolan, Henry Grattan (1893–1957), kanadischer Anwalt und Richter
- Nolan, Ian (* 1970), nordirischer Fußballspieler
- Nolan, James (* 1977), irischer Mittelstreckenläufer
- Nolan, Jean, österreichischer Musiker
- Nolan, Jeanette (1911–1998), US-amerikanische Schauspielerin
- Nolan, John (1933–2000), US-amerikanischer Schauspieler
- Nolan, John (* 1938), englischer Schauspieler
- Nolan, John Gavin (1924–1997), US-amerikanischer Geistlicher und römisch-katholischer Weihbischof
- Nolan, John I. (1874–1922), US-amerikanischer Politiker
- Nolan, Jonathan (* 1976), britischer DrehbuchautorJonathan Nolan (* 1976)

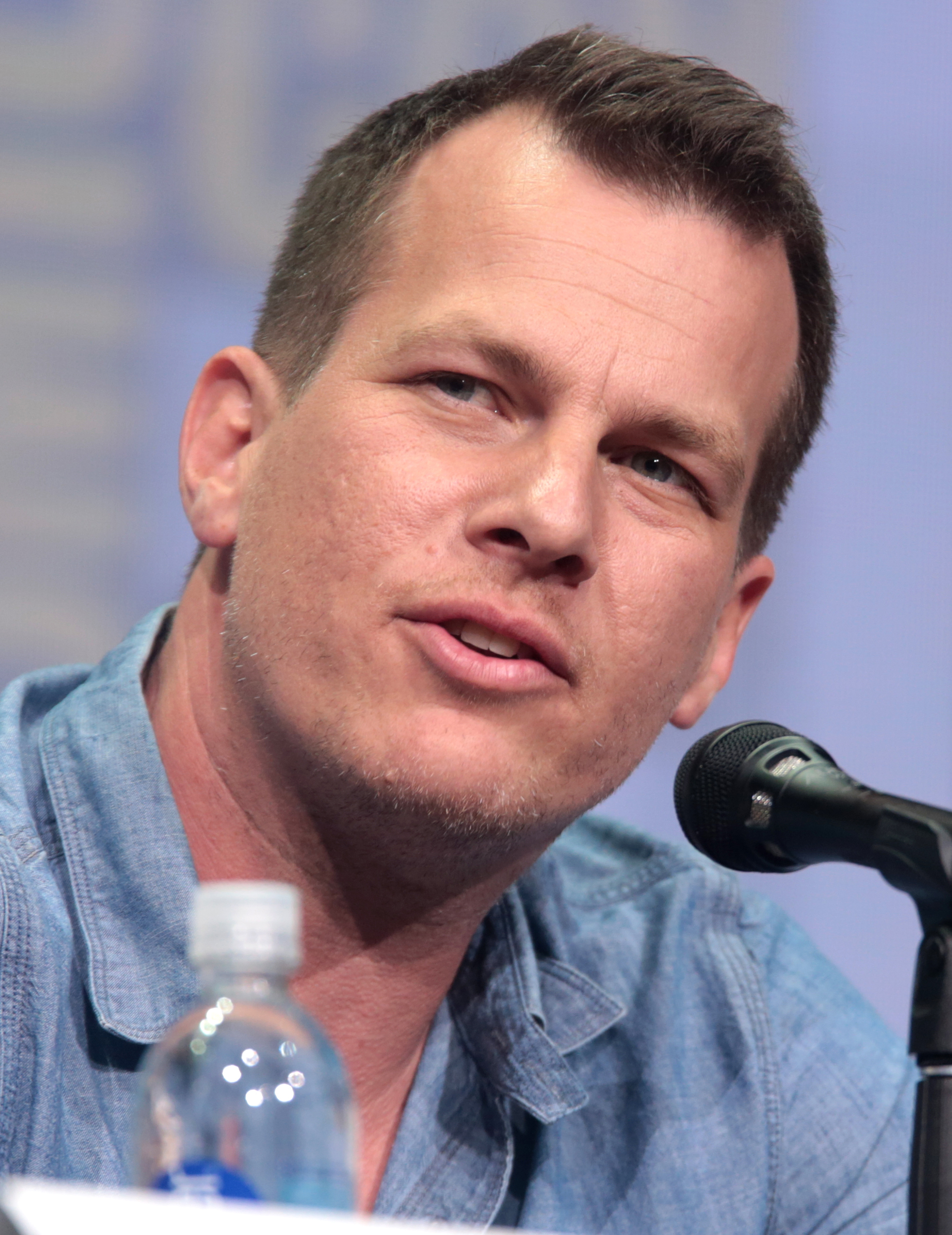
Jonathan Nolan (* 1976)

- Nolan, Jordan (* 1989), kanadischer Eishockeyspieler
- Nolan, Karl (1891–1937), deutscher Widerstandskämpfer in der Zeit des Nationalsozialismus
- Nolan, Kathleen (* 1933), US-amerikanische Schauspielerin und Sängerin
- Nolan, Kevin (* 1982), englischer Fußballspieler und -trainer
- Nolan, Lloyd (1902–1985), US-amerikanischer Schauspieler
- Nolan, Louis Edward (1818–1854), britischer Offizier, Teilnehmer der Attacke der Leichten Brigade in der Schlacht von Balaklawa
- Nolan, Mae (1886–1973), US-amerikanische Politikerin
- Nolan, Margaret (1943–2020), britische Künstlerin, Schauspielerin und ehemaliges Model
- Nolan, Mary (* 1947), US-amerikanische Historikerin
- Nolan, Matthew J. (* 1951), irischer Politiker
- Nolan, Michael N. (1833–1905), US-amerikanischer Politiker
- Nolan, Michael, Baron Nolan (1928–2007), britischer Jurist
- Nolan, Owen (* 1972), kanadischer Eishockeyspieler britischer Herkunft
- Nolan, Richard L. (* 1940), US-amerikanischer Wirtschaftswissenschaftler
- Nolan, Rick (1943–2024), amerikanischer Politiker
- Nolan, Robin (* 1968), britischer Jazzmusiker (Gitarre, Komposition)
- Nolan, Sidney (1917–1992), australischer Maler und Grafiker
- Nolan, Stacey (* 1972), US-amerikanischer Basketballspieler und -trainer
- Nolan, Tania (* 1983), neuseeländische Schauspielerin
- Nolan, Ted (* 1958), kanadischer Eishockeyspieler und -trainer
- Nolan, Tia, US-amerikanische Filmeditorin
- Nolan, Tom, britischer Schauspieler
- Nolan, Tom, US-amerikanischer Schauspieler und Sänger
- Nolan, Tom (1921–1992), irischer Politiker (Fianna Fáil), MdEP
- Nolan, Tom (* 1948), kanadisch-US-amerikanischer Schauspieler, Journalist und ehemaliger Kinderdarsteller
- Nolan, William (* 1954), schottischer Geistlicher, römisch-katholischer Erzbischof von Glasgow
- Nolan, William F. (1928–2021), US-amerikanischer Schriftsteller
- Nolan, William I. (1874–1943), US-amerikanischer Politiker
- Noland, Cady (* 1956), US-amerikanische Objekt- und Installationskünstlerin sowie Fotografin
- Noland, Charles, US-amerikanischer Schauspieler
- Noland, James Ellsworth (1920–1992), US-amerikanischer Jurist und Politiker
- Noland, Kenneth (1924–2010), US-amerikanischer Maler
- Noland, Peggy, US-amerikanische Modeschöpferin
- Noland, Valora (1941–2022), US-amerikanische Schauspielerin
- Nolander, Peter (* 1981), schwedischer Eishockeyspieler
- Nolasc del Molar (1902–1983), katalanischer Geistlicher
- Nolasco, Amaury (* 1970), puerto-ricanischer SchauspielerAmaury Nolasco (* 1970)

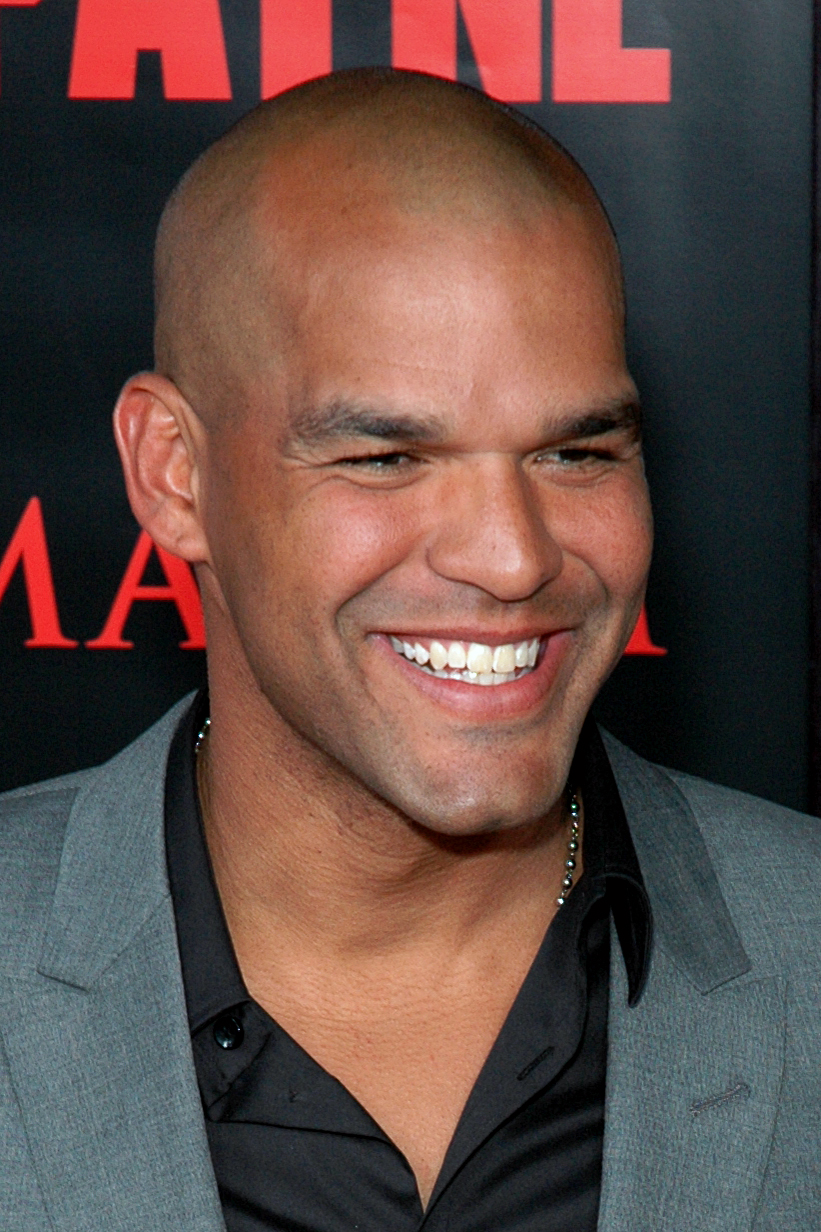
Amaury Nolasco (* 1970)

- Nolasco, Elvis (* 1968), US-amerikanischer Schauspieler dominikanischer Herkunft
- Nolasco, Flérida de (1891–1976), dominikanische Literatur- und Musikwissenschaftlerin
- Nolasco, Pedro (1962–1995), dominikanischer Boxer
- Nolasco, Sócrates (1884–1980), dominikanischer Schriftsteller, Essayist, Historiker, Politiker und Diplomat
- Nolascus, Petrus, Gründer des Mercedarier-Ordens und Heiliger
- Nolaskoain, Peru (* 1998), spanischer Fußballspieler

### Nolc
- Nolcken, Christopher Reinhold von (1660–1732), deutsch-baltischer Adelsmann, Landespolitiker und Landrat
- Nolcken, Christopher Reinhold von (1728–1802), russischer General und Gouverneur
- Nolcken, Erich Matthias von (1694–1755), schwedischer Regierungsbeamter und Diplomat
- Nolcken, Gustav Adam von (1733–1812), schwedischer Diplomat
- Nolcken, Johan Fredrik von (1737–1809), schwedischer Diplomat
- Nolcken, Karl Nikolai von (1830–1913), deutschbaltischer Pastor, Übersetzer, Sprachwissenschaftler und Volkskundler
- Nolcken, Reinhold Gustav von († 1762), Landmarschall und Landrat von Ösel (Livland)
- Nolcken, Wilhelm von (1813–1898), russischer Ingenieur-Generalmajor und deutsch-baltischer Lepidopterologe

### Nold
- Nold, Andrea (1920–2011), Schweizer Künstler und Lehrer
- Nold, Brigida (* 1958), Schauspielerin
- Nold, Henry (* 1966), deutscher Konzeptkünstler
- Nold, Hubert (1861–1935), deutscher evangelischer Pfarrer und Superintendent
- Nold, Johannes (* 1899), russlanddeutscher römisch-katholischer Geistlicher und Märtyrer
- Nold, Joseph (* 1861), russlanddeutscher römisch-katholischer Geistlicher und Märtyrer
- Nold, Liselotte (1912–1978), deutsche Sozialarbeiterin
- Nold, Philipp (* 1919), deutscher Fußballspieler
- Nold, Ursula (* 1969), Schweizer Managerin
- Nold, Wendelin Joseph (1900–1981), US-amerikanischer römisch-katholischer Geistlicher, Bischof von Galveston(-Houston)
- Noldan, Svend (1893–1978), deutscher Maler und Dokumentarfilmregisseur
- Nolde, Ada (1879–1946), dänische Schauspielerin
- Nolde, Adolf Friedrich (1764–1813), deutscher Mediziner und Hochschullehrer
- Nolde, Dorothea (* 1965), deutsche Historikerin
- Nolde, Eduard von (1849–1895), deutsch-baltischer Abenteurer und Reisender
- Nolde, Emil (1867–1956), deutsch-dänischer Maler des ExpressionismusEmil Nolde (1867–1956)

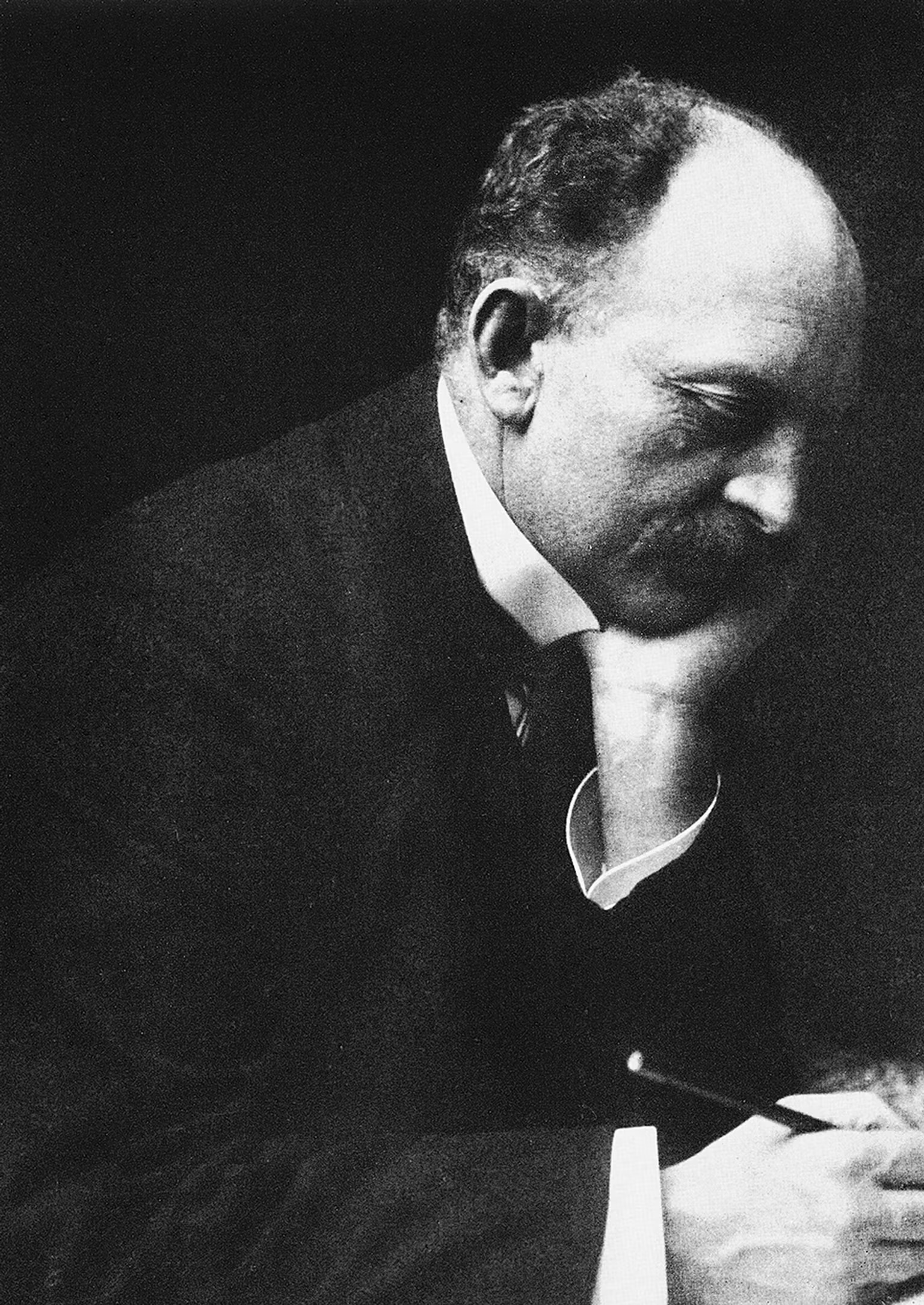
Emil Nolde (1867–1956)

- Nolde, Franz (1909–1981), deutscher Maler
- Nolde, Fritz (1904–1980), deutscher Bildhauer
- Nolde, Jacob (1859–1916), deutscher Auswanderer, Industrieller und Umweltschützer
- Nolde, Karl (1902–1994), deutscher Maler und Widerstandskämpfer gegen den Nationalsozialismus
- Nolde, Tobias (* 1998), deutscher Radrennfahrer
- Nöldechen, Waldemar (1894–1980), deutscher Bauingenieur, Stadt-, Landes- und Raumplaner sowie Aktivist der Bündischen Jugend
- Nöldeke, Arnold (1865–1945), deutscher Richter, Politiker (DDP), MdHB und Hamburger Senator
- Nöldeke, Arnold (1875–1964), deutscher Denkmalpfleger, Architekt und Bauforscher
- Nöldeke, Hartmut (1926–2013), deutscher Internist, Sanitätsoffizier der Marine
- Nöldeke, Heinrich (1896–1955), deutscher Admiralarzt der Kriegsmarine
- Nöldeke, Rita (* 1942), deutsche Politikerin (CDU)
- Nöldeke, Theodor (1836–1930), deutscher OrientalistTheodor Nöldeke (1836–1930)

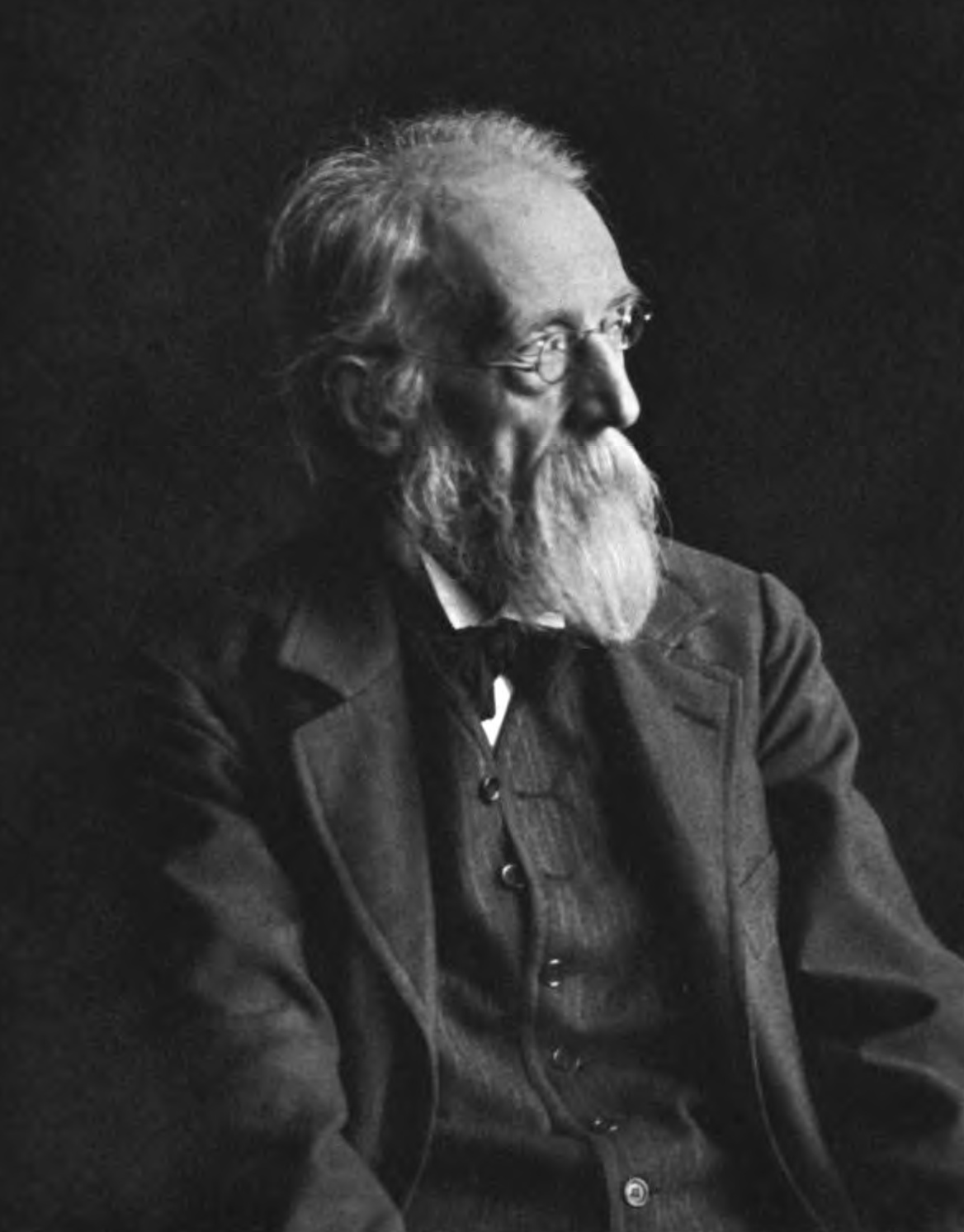
Theodor Nöldeke (1836–1930)

- Nöldeke, Wilhelm (1821–1906), deutscher Lehrer und Schuldirektor
- Nöldeke, Wilhelm (1889–1971), deutscher Diplomat; Botschafter in Dänemark (1951–1954)
- Nolden, David (* 1995), deutscher Schauspieler
- Nolden, Frank (* 1963), deutscher Jurist und Hochschullehrer
- Nolden, Hanna (* 1980), deutsche Autorin
- Nolden, Kurt (1929–2014), deutscher Fußballspieler
- Nolden, Ludwig (* 1935), deutscher Fußballspieler
- Nolden, Matthias (* 1964), deutscher Unternehmensberater, Dozent und Autor
- Nolden, Michelle, kanadische Schauspielerin
- Nolden, Olaf (* 1969), deutscher Handball-Lobbyist
- Nolden, Rolf (1934–2019), deutscher Zahnmediziner und Hochschullehrer
- Nolden, Rolf (* 1954), deutscher Bildhauer
- Nolden, Thomas (* 1965), deutscher Maler
- Noldin, Hieronymus (1838–1922), österreichischer römisch-katholischer Geistes- und Moraltheologe
- Noldin, Josef (1888–1929), Rechtsanwalt und Organisator der Privatschulen in Südtirol während der Zeit des Faschismus
- Nöldner, Erwin (1913–1944), deutscher Kommunist und Widerstandskämpfer gegen den Nationalsozialismus
- Nöldner, Jürgen (1941–2022), deutscher Fußballspieler und Sportjournalist
- Noldt, Karl-Heinz (* 1952), deutscher Fußballspieler
- Noldus, Rebecca (* 1964), niederländische Schriftstellerin

### Nole
- Nolè, Francescantonio (1948–2022), italienischer römisch-katholischer Ordensgeistlicher, Erzbischof von Cosenza-Bisignano
- Nole, Jacob Colijn de († 1601), flämischer Bildhauer der Renaissance
- Nolen, Jimmy (1934–1983), US-amerikanischer Rhythm and Blues und Blues-Gitarrist
- Nolen, Stephanie (* 1971), kanadische Journalistin und Buchautorin
- Nolen, Willem (1854–1939), niederländischer Mediziner
- Nolen-Hoeksema, Susan (1959–2013), US-amerikanische Psychologin
- Nolens, Leonard (* 1947), belgischer Dichter, Tagebuchschreiber und Übersetzer
- Nolens, Willem Hubert (1860–1931), niederländischer Politiker, Priester und Hochschullehrer
- Nolet de Brauwere van Steeland, Jan (1815–1888), niederländisch-flämischer Dichter
- Nolet, Briar (* 1998), kanadische Tänzerin und Schauspielerin
- Nolet, Jim (* 1961), amerikanischer Violinist und Bratschist des Creative Jazz
- Nolet, Simon (* 1941), kanadischer Eishockeyspieler, -trainer und -scout

### Nolf
- Nolf, Frederiek (1987–2009), belgischer Radrennfahrer
- Nolfi, George, US-amerikanischer Filmregisseur, Filmproduzent und Drehbuchautor

### Nolh
- Nolhac, Pierre de (1859–1936), französischer Autor, Dichter, Historiker, Kunsthistoriker, Romanist, Italianist und Literaturwissenschaftler

### Noli
- Noli, Fan (1882–1965), albanischer orthodoxer Bischof und Politiker
- Noli, Leandro, uruguayischer Straßenradrennfahrer
- Nolin, Charles (1837–1907), kanadischer Politiker
- Nolin, Gena Lee (* 1971), US-amerikanisches Fotomodell, SchauspielerinGena Lee Nolin (* 1971)

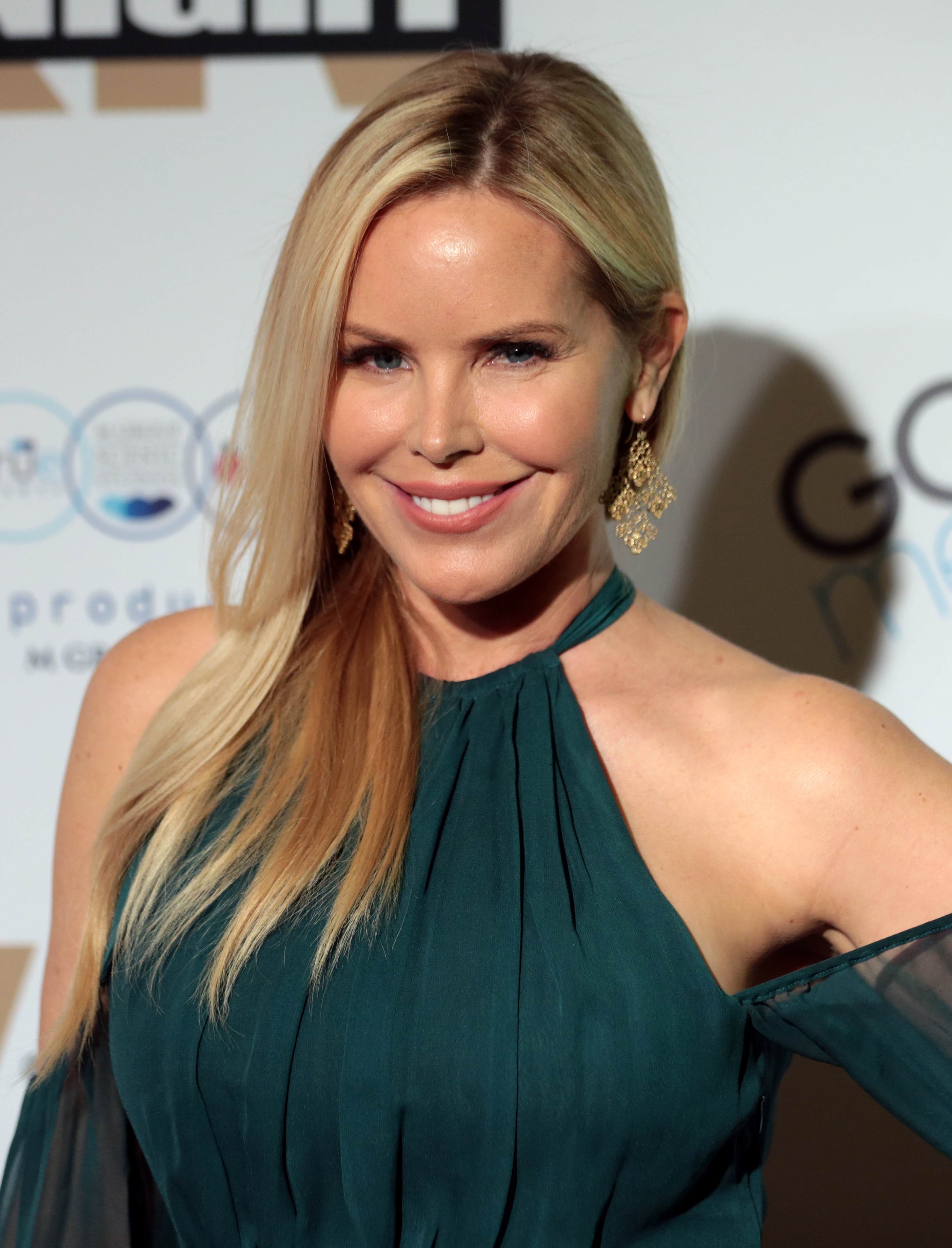
Gena Lee Nolin (* 1971)

- Nolinge, Sven-Erik (1923–1995), schwedischer Sprinter
- Nolinius, antiker römischer Toreut
- Nolito (* 1986), spanischer Fußballspieler

### Nolk
- Nölke, Andreas (* 1963), deutscher Politikwissenschaftler und Hochschullehrer
- Nölke, Friedrich (1877–1947), deutscher Pädagoge und Astronom
- Nölke, Marc (* 1973), deutscher Skispringer und Skisprungtrainer
- Nölke, Matthias (* 1980), deutscher Politiker (FDP), MdB
- Nölke, Sascha (* 1978), deutscher Fernseh- und Filmeditor
- Nölken, Franz (1884–1918), deutscher Maler des Expressionismus
- Nolker, Bernardo José (1912–2000), US-amerikanischer Ordensgeistlicher, römisch-katholischer Bischof von Paranaguá

### Noll
- Noll Brinckmann, Christine (* 1937), deutsche Filmwissenschaftlerin
- Noll, Alexander (* 1960), deutscher Politiker (FDP), MdL
- Noll, Alexandre (1890–1970), französischer Holzbildhauer und Möbeldesigner
- Noll, Alfred J. (* 1960), österreichischer Jurist, Hochschullehrer, Herausgeber, Sachbuchautor und Moderator
- Noll, August (1865–1938), deutscher Uhrmacher und Erfinder der Astronomischen Weltuhr
- Noll, Chaim (* 1954), deutsch-israelischer Schriftsteller und EssayistChaim Noll (* 1954)

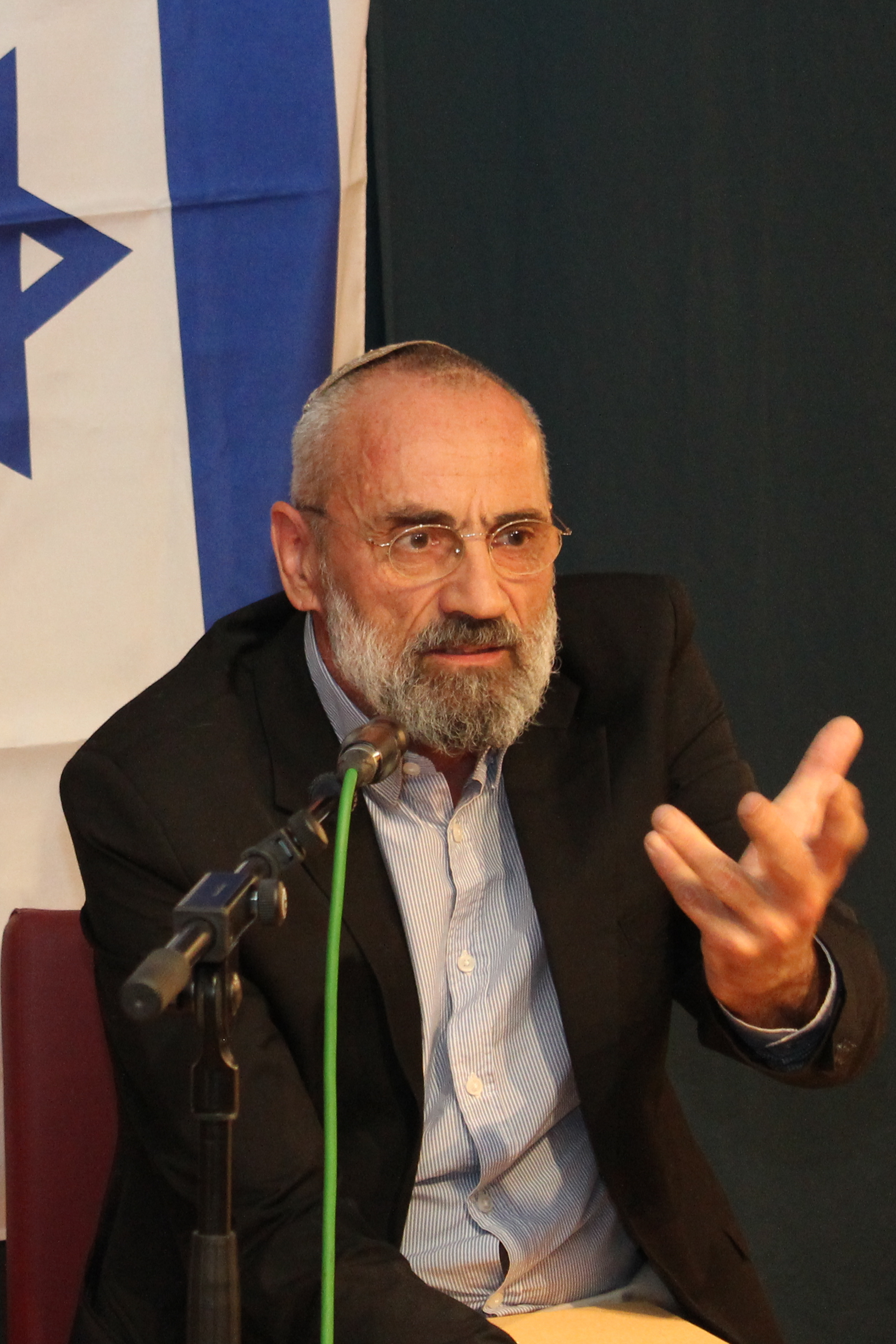
Chaim Noll (* 1954)

- Nöll, Christian (1826–1889), Mitglied des Provinziallandtages der Provinz Hessen-Nassau sowie des Preußischen Abgeordnetenhauses
- Noll, Christina (1880–1935), deutsche Politikerin (SPD), Landtagsabgeordnete Volksstaat Hessen
- Noll, Christoph Anselm (* 1959), deutscher Dirigent, Organist und Cembalist
- Noll, Chuck (1932–2014), US-amerikanischer American-Football-Spieler und -Trainer
- Noll, Conrad (* 1991), deutscher Jazzmusiker
- Noll, Dieter (1927–2008), deutscher Schriftsteller
- Noll, Dieter (1939–2014), deutscher Bauingenieur und Politiker (CDU)
- Noll, Diether (* 1934), deutscher Komponist
- Noll, Emil (* 1978), deutscher Fußballspieler
- Noll, Erwin (* 1948), deutscher Bildhauer
- Noll, Friedrich (1920–1993), deutscher Politiker (SPD), MdL
- Noll, Fritz (1858–1908), deutscher Botaniker und Hochschullehrer an der Universität Bonn
- Nöll, Fritz (1859–1932), Mitglied des Provinziallandtages der Provinz Hessen-Nassau sowie des Preußischen Abgeordnetenhauses
- Noll, Günther (* 1927), deutscher Musikpädagoge
- Noll, Hans, deutscher Naturbahnrodler
- Noll, Heinz-Herbert (* 1949), deutscher Soziologe
- Noll, Helmut (1934–2018), deutscher Ruderer
- Noll, Ingrid (* 1935), deutsche Krimi-SchriftstellerinIngrid Noll (* 1935)

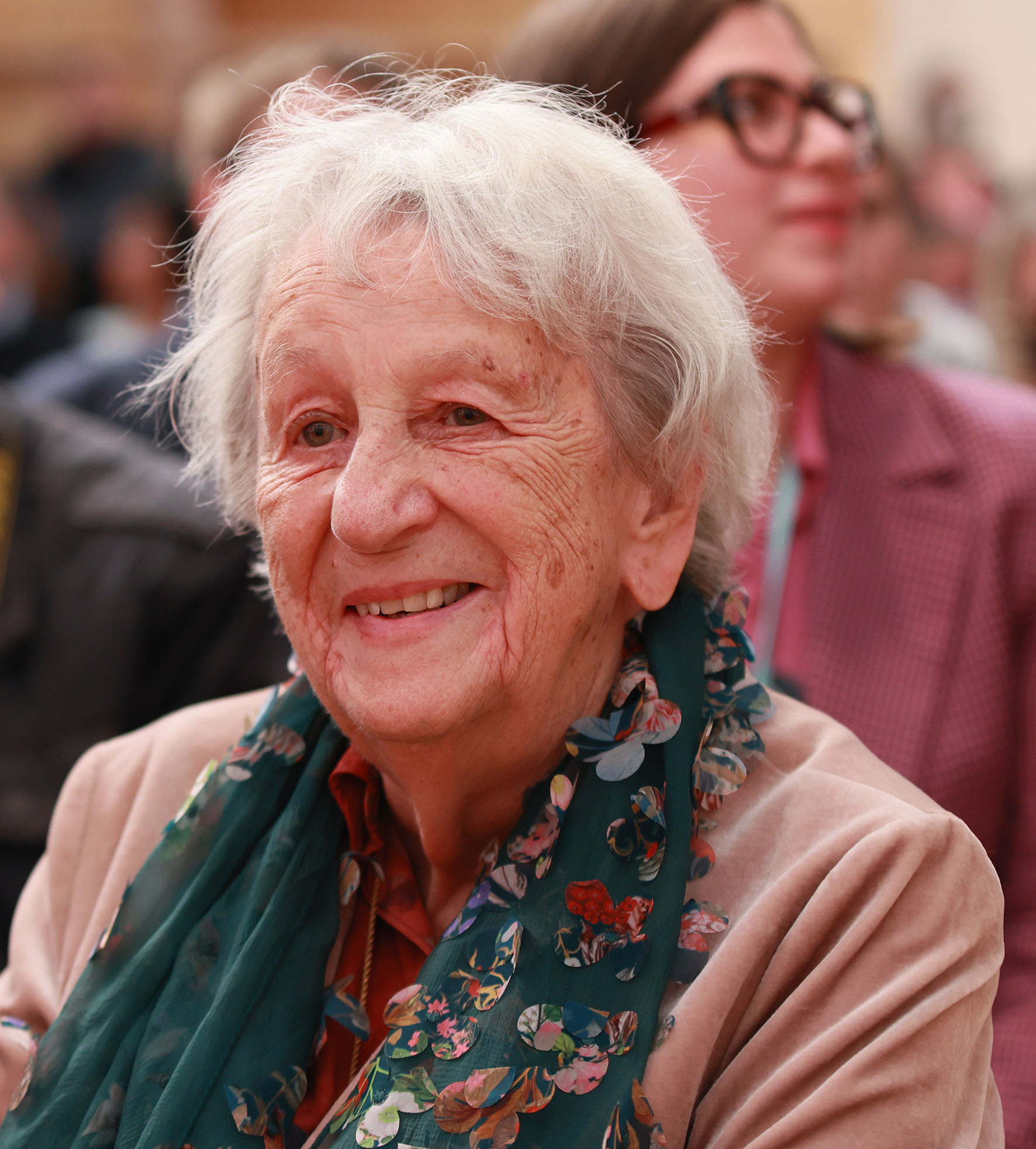
Ingrid Noll (* 1935)

- Noll, Johann (1906–1993), deutscher Politiker (KPD), Oberbürgermeister
- Noll, John Francis (1875–1956), US-amerikanischer Geistlicher, römisch-katholischer Bischof von Fort Wayne
- Noll, Joseph (1810–1873), deutscher Bürgermeister und Abgeordneter
- Noll, Kai (* 1964), deutscher Schauspieler und Sänger
- Noll, Karl (1883–1963), Landtagsabgeordneter Volksstaat Hessen
- Noll, Landon Curt (* 1960), US-amerikanischer Mathematiker
- Noll, Ludwig (1872–1930), deutscher Mediziner und Anthroposoph
- Noll, Mark (* 1946), US-amerikanischer Kirchenhistoriker, Hochschullehrer und Buchautor
- Noll, Michaela (* 1959), deutsche Politikerin (CDU), MdB
- Noll, Nahuel (* 2003), deutscher Fußballtorwart
- Noll, Otto (1882–1922), österreichischer Fußballspieler
- Noll, Peter (1926–1982), Schweizer Jurist
- Nöll, Philipp Konrad (1846–1906), Bürgermeister, Mitglied des Provinziallandtages der Provinz Hessen-Nassau
- Noll, Robert (1847–1928), deutscher Fabrikant
- Noll, Rudolf (1906–1990), österreichischer Archäologe
- Noll, Sabine (* 1968), deutsche Lokalpolitikerin, Bürgermeisterin von SprockhövelSabine Noll (* 1968)

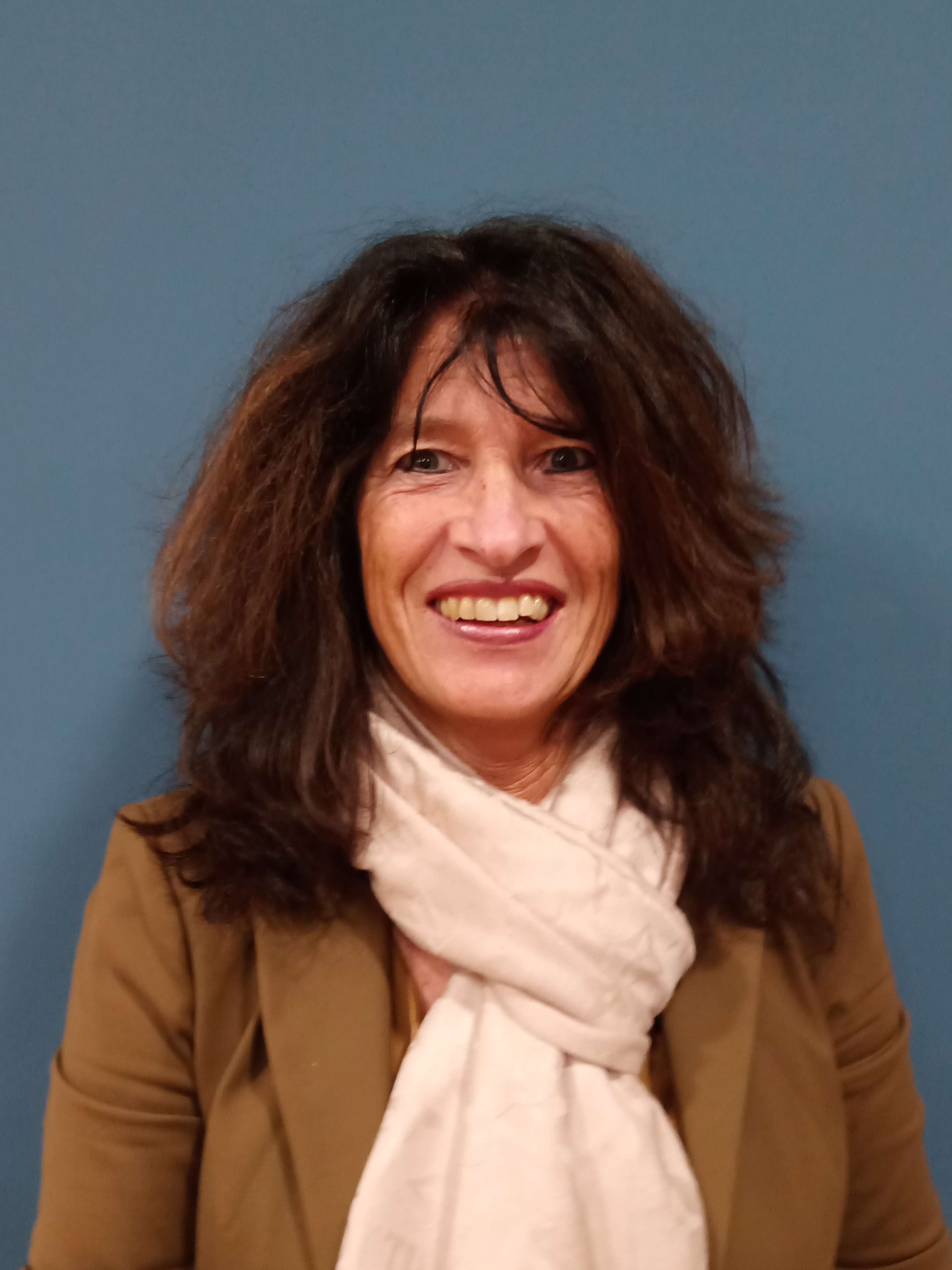
Sabine Noll (* 1968)

- Noll, Thomas (* 1962), deutscher Kunsthistoriker
- Noll, Udo (* 1966), deutscher Medienkünstler
- Noll, Ulrich (1946–2011), deutscher Politiker (FDP), MdL
- Noll, Volker (* 1958), deutscher Romanist
- Noll, Walter (1907–1987), deutscher Chemiker und Mineraloge
- Noll, Walter (1925–2017), deutsch-amerikanischer Mathematiker
- Noll, Werner (1931–2024), deutscher Finanzwissenschaftler
- Noll, Wilhelm (1864–1930), deutscher Architekt
- Noll, Wilhelm (1926–2017), deutscher Motorrad-Rennfahrer
- Noll, Wulf (* 1944), deutscher Schriftsteller und Essayist
- Noll-Hasenclever, Eleonore (1880–1925), deutsche AlpinistinEleonore Noll-Hasenclever (1880–1925)

Eleonore Noll-Hasenclever (1880–1925)

- Noll-Wiemann, Renate (1939–2021), deutsche Anglistin
- Nollau, Günther (1911–1991), deutscher Rechtsanwalt und der dritte Präsident des Bundesamts für Verfassungsschutz
- Nollau, Hermann (1878–1969), deutscher Verwaltungsjurist, Direktor der Kunstakademien in Königsberg und Kassel
- Nollau, Nadja (* 1961), deutsche Sachbuchautorin
- Nollau, Otto (1862–1922), deutscher Jurist und Politiker
- Nollau, Volker (1941–2017), deutscher Mathematiker und Politiker (CDU), MdL
- Nölle, Aloys (1899–1956), deutscher Politiker (CDU), MdL
- Nölle, Andreas (* 1959), deutscher Basketballspieler
- Nölle, Ernst Otto (1856–1918), deutscher Richter, Ministerialbeamter und Parlamentarier
- Nölle, Friedrich (* 1823), deutscher Historienmaler der Düsseldorfer Schule
- Nölle, Friedrich (1871–1959), deutscher Politiker
- Nölle, Fritz (1899–1980), deutscher Schriftsteller
- Nölle, Günther (1934–1999), deutscher Ingenieur und Hochschullehrer
- Nolle, Heinrich (1582–1626), deutscher Philosoph, Arzt und Alchemist
- Nollé, Johannes (* 1953), deutscher Althistoriker
- Nölle, Karen (* 1950), deutsche Übersetzerin, Lektorin, Autorin
- Nolle, Karl (* 1945), deutscher Unternehmer, Politiker (SPD), MdL
- Nolle, Lambert (1864–1950), deutscher Benediktiner
- Nölle, Marianne (1938–2022), deutsche Serienmörderin
- Nölle, Peter (1936–2025), deutscher Tonmeister
- Nölle, Thomas (1948–2020), bildender Künstler und Fotograf
- Nölle, Ulrich (* 1940), deutscher Politiker (CDU), MdBBUlrich Nölle (* 1940)

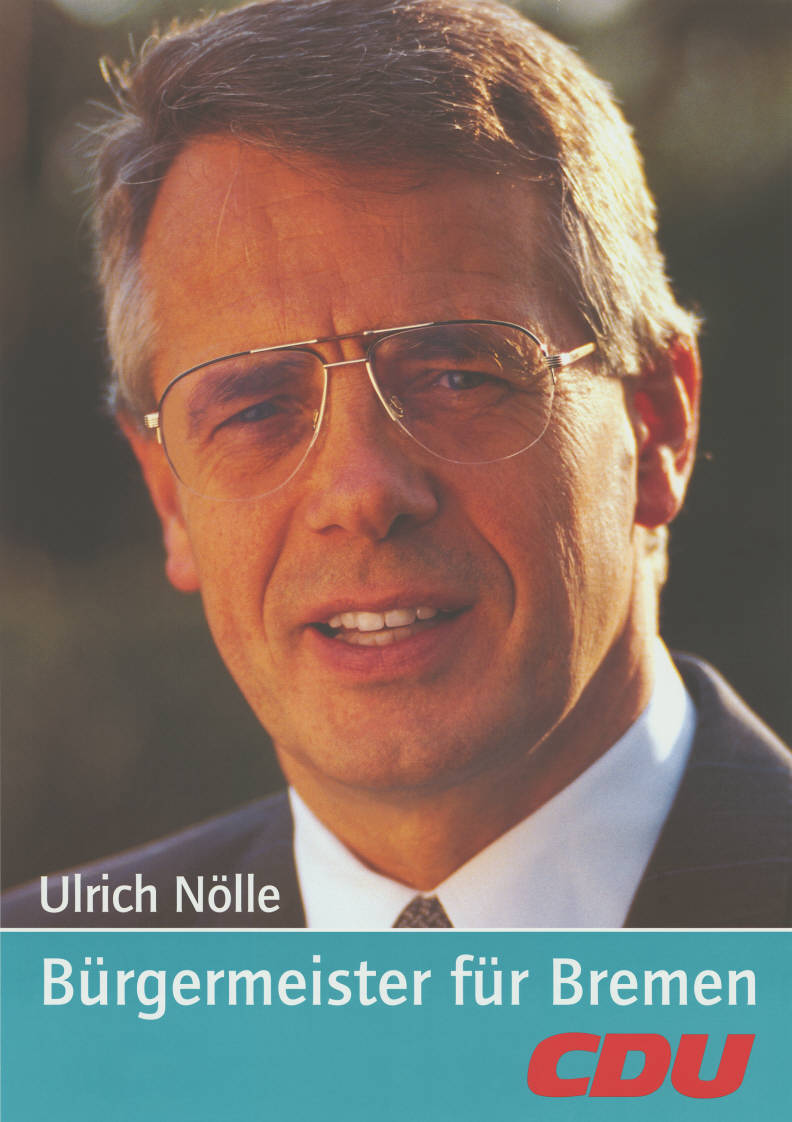
Ulrich Nölle (* 1940)

- Nölle, Volker (1937–2024), deutscher Literaturwissenschaftler und Professor für Deutsche Philologie an der Universität Basel
- Nölle, Wilfried (* 1925), deutscher Indologe, Völkerkundler und Diplomat
- Nölle, Wilhelm (1904–1991), deutscher SS-Obersturmbannführer und Oberregierungsrat
- Nollen, Maike (* 1977), deutsche Kanutin
- Nollenberger, Alexander (* 1997), deutscher Fußballspieler
- Nollendorfs, Valters (* 1931), Germanist
- Noller, Alfred (1898–1967), deutscher Regisseur und Intendant
- Noller, Annette (* 1962), deutsche evangelische Theologin
- Nöller, Eberhard (1911–2003), deutscher Ministerialbeamter
- Nöller, Fred (* 1906), deutscher Chirurg und Hochschullehrer
- Noller, Gerhard (1922–1999), deutscher Politiker (SPD), MdL
- Noller, Harry (* 1939), US-amerikanischer Molekularbiologe
- Noller, Helmut (1919–2009), deutscher Kanute
- Noller, Jörg (* 1984), deutscher Philosoph
- Noller, Stephan (* 1970), deutscher Internet-Unternehmer und Fachmann für Online-Werbung
- Noller, Ulrich (* 1950), deutscher Politiker (Bündnis 90/Die Grünen), MdL
- Nöller, Wilhelm (1890–1964), deutscher Tiermediziner, Pathologe und Parasitologe
- Nollert, Angelika (* 1966), deutsche Kunsthistorikerin und Kuratorin
- Nollert, Michael (* 1960), Schweizer Soziologe
- Nollet, Charles (1865–1941), französischer Politiker, Offizier und Vorsitzender der IMKK (1919–1924) sowie Kriegsminister (1924–1925)
- Nollet, Floris (1794–1853), belgischer Ingenieur, Professor, Firmengründer und Erfinder
- Nollet, Georg (1842–1915), deutscher Opernsänger in der Stimmlage Bariton
- Nollet, Jean (1681–1735), französischer Orgelbauer
- Nollet, Jean-Antoine (1700–1770), französischer Wissenschaftler
- Nollet, Johann Bernhard, deutscher Orgelbauer
- Nollet, Roman Benedikt (1710–1779), Orgelbauer
- Nolli, Giovanni Battista († 1756), italienischer Ingenieur, Architekt, Kupferstecher und Kartograf
- Nollier, Claude (1919–2009), französische Schauspielerin
- Nölling, Wilhelm (1933–2019), deutscher Wirtschaftswissenschaftler und Politiker (SPD), MdB
- Nöllke, Matthias (* 1962), deutscher Autor und Redner
- Nollner, Heinrich (1879–1926), deutscher Politiker

### Nolm
- Nolmans, Jan (* 1944), belgischer Radrennfahrer

### Nolo
- Nolopp, Werner (1835–1903), deutscher Lehrer, Dirigent, Chorleiter und Komponist
- Nolot, Lauriane (* 1998), französische Kitesurferin

### Nolp
- Nolpa, Hans (1878–1930), deutscher Maler und Zeichner

### Nols
- Nols, Arthur (1895–1966), niederländischer Maler
- Nols, Frans (1921–1972), niederländischer bildender Künstler
- Nolsøe, Eli (1920–1996), färöischer Politiker (Sambandsflokkurin)
- Nolsøe, Jacob († 1869), färöischer Handelsverwalter und Politiker
- Nolsøe, Lærke (* 1996), dänische Handballspielerin
- Nolsøe, Napoleon (1809–1877), färöischer Arzt
- Nolsøe, Poul Poulsen (1766–1809), Nationalheld der Färöer

### Nolt
- Nolte, Alexandra (* 1968), deutsche Tischtennisspielerin
- Nolte, Almut (* 1968), deutsche Ärztin der Bundeswehr, Generalarzt
- Nolte, August, deutscher Fotograf
- Nolte, Benjamin (* 1982), deutscher Politiker (AfD)
- Nolte, Brawley (* 1986), US-amerikanischer Filmschauspieler
- Nolte, Claudia (* 1966), deutsche Politikerin (CDU), MdV, MdB, BundesfamilienministerinClaudia Nolte (* 1966)

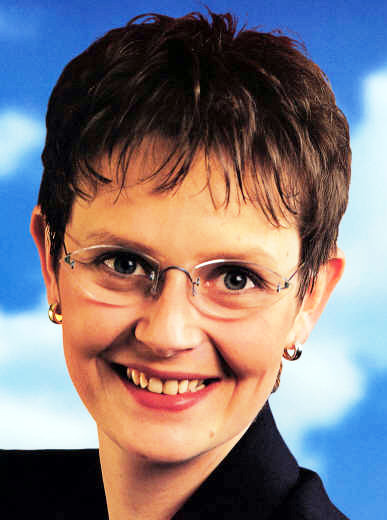
Claudia Nolte (* 1966)

- Nolte, Cordula (* 1958), deutsche Mediävistin und Hochschullehrerin
- Nolte, Danielle (* 2002), südafrikanische Weitspringerin
- Nolte, Detlef (* 1952), deutscher Politikwissenschaftler
- Nolte, Dieter (1941–2010), deutscher Politiker (SPD), MdL
- Nolte, Dorothee (* 1963), deutsche Journalistin und Schriftstellerin
- Nolte, Erline (* 1989), deutsche Bobfahrerin
- Nolte, Ernst (1897–1973), deutscher Architekt
- Nolte, Ernst (1923–2016), deutscher Historiker, Philosoph und Autor
- Nolte, Ernst August Hermann Wilhelm (1805–1872), deutscher evangelischer Theologe
- Nolte, Ernst Christoph (1733–1761), Theologe, Feldprediger, Königlicher Inspektor und Pastor in Lenzen (Elbe)
- Nolte, Ernst Ferdinand (1791–1875), deutscher Botaniker
- Nolte, Friedrich (1887–1955), deutscher Berghauptmann des Oberbergamtes Dortmund
- Nolte, Friedrich Wilhelm (1880–1952), deutscher Politiker (Deutsch Hannoversche Partei), MdR
- Nolte, Georg (1942–2016), deutscher Politiker (CDU), MdL Mecklenburg-Vorpommern
- Nolte, Georg (* 1959), deutscher Rechtswissenschaftler
- Nolte, Gustav (1877–1924), deutscher Baumeister des Historismus
- Nolte, Gustav Eduard (1812–1885), deutscher Buchhändler und Politiker, MdHB
- Nolte, Gustav Eduard (1850–1912), deutscher Jurist und Politiker, MdHB
- Nolte, Hans (1929–1990), deutscher Politiker (CDU), MdL
- Nolte, Hans-Heinrich (* 1938), deutscher Historiker
- Nolte, Hans-Werner (* 1911), deutscher Biologe und Hochschullehrer
- Nolte, Hartmut (* 1947), deutscher Schauspieler und Theaterleiter
- Nolte, Heinrich (1908–1972), deutscher Politiker (KPD), MdBB und Widerstandskämpfer gegen den Nationalsozialismus
- Nolte, Hermann (1873–1935), deutscher Bildhauer
- Nolte, Horst († 1996), deutscher Handballspieler
- Nolte, Ingo (* 1952), deutscher Veterinärmediziner und Hochschullehrer
- Nolte, Jakob (* 1988), deutscher Schriftsteller
- Nolte, Jan (* 1988), deutscher Politiker (AfD), MdB
- Nolte, Jens (* 1974), deutscher Kameramann und Fotograf
- Nolte, Johann Friedrich (1694–1754), deutscher Pädagoge und Philologe
- Nolte, Johannes (1636–1714), deutscher Geistlicher und Lyriker
- Nolte, Josef (1781–1863), deutscher katholischer Geistlicher
- Nolte, Josef (* 1940), deutscher Theologe und Kunsthistoriker
- Nolte, Jost (1927–2011), deutscher Schriftsteller und Journalist
- Nolte, Jürgen (* 1959), deutscher Fechter und Olympiateilnehmer
- Nolte, Karen (* 1967), deutsche Medizinhistorikerin
- Nolte, Karlheinz (* 1949), deutscher Politiker (SPD), MdA
- Nolte, Kerstin (* 1978), deutsche Fußballspielerin
- Nolte, Kristina (* 1984), russische Grafikerin, Bildhauerin, Architektin, Lyrikerin
- Nolte, Lasse (* 1980), deutscher Filmregisseur
- Nolte, Laura (* 1998), deutsche Bobsportlerin
- Nolte, Lisa (* 2001), deutsche HockeyspielerinLisa Nolte (* 2001)

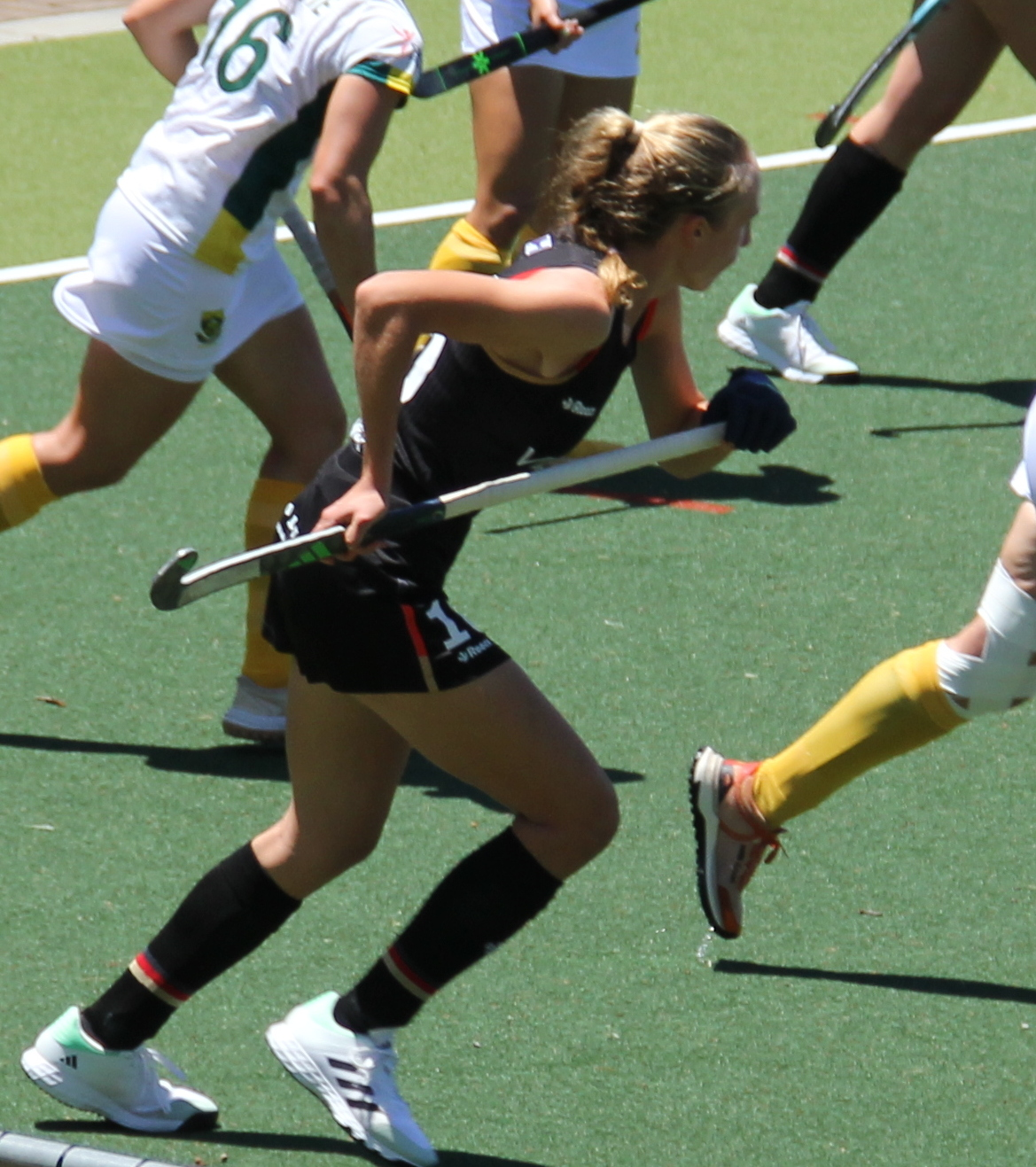
Lisa Nolte (* 2001)

- Nolte, Ludwig von (1795–1866), preußischer Generalleutnant
- Nolte, Marianne (* 1953), deutsche Mathematikdidaktikerin
- Nolte, Marius (* 1981), deutscher Basketballspieler
- Nolte, Martin (* 1967), deutscher Jurist, Sportrechtler und Hochschulprofessor
- Nolte, Mathias (* 1952), deutscher Buchautor und Journalist
- Nolte, Michaela (* 1960), deutsche Journalistin, Autorin und Kuratorin
- Nolte, Nick (* 1941), US-amerikanischer SchauspielerNick Nolte (* 1941)

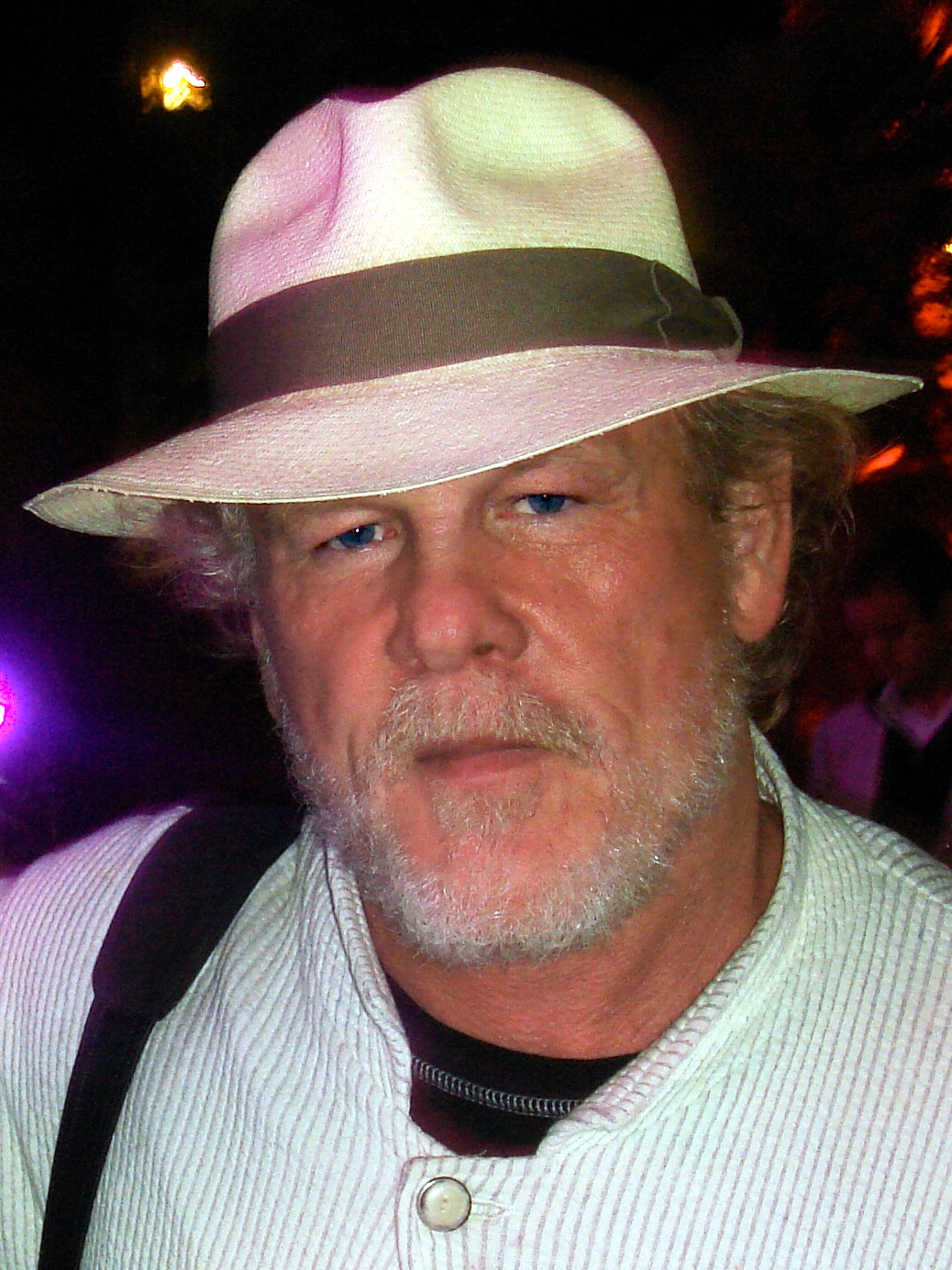
Nick Nolte (* 1941)

- Nolte, Oscar von (1835–1913), preußischer Offizier, Gutsherr in Pommern
- Nolte, Otto (1887–1934), deutscher Agrikulturchemiker
- Nolte, Paul (* 1963), deutscher Historiker
- Nolte, Raimund (* 1963), deutscher Konzert- und Opernsänger (Bassbariton) und Hochschullehrer
- Nolte, Rüdiger (* 1951), deutscher Germanist, Musikwissenschaftler
- Nolte, Rüdiger (* 1951), deutscher Jurist, Richter am Bundesverwaltungsgericht a. D.
- Nolte, Rudolf August (1703–1752), braunschweigischer Lokalhistoriker
- Nolte, Stephan (* 1955), deutscher Pädiater und Autor
- Nolte, Theodor (1848–1919), Thaler Heimatforscher und Heimatdichter
- Nolte, Ulrike (* 1973), deutsche Science-Fiction-Autorin
- Nolte, Uwe (* 1969), deutscher Musiker, Lyriker, Grafiker und VerlegerUwe Nolte (* 1969)

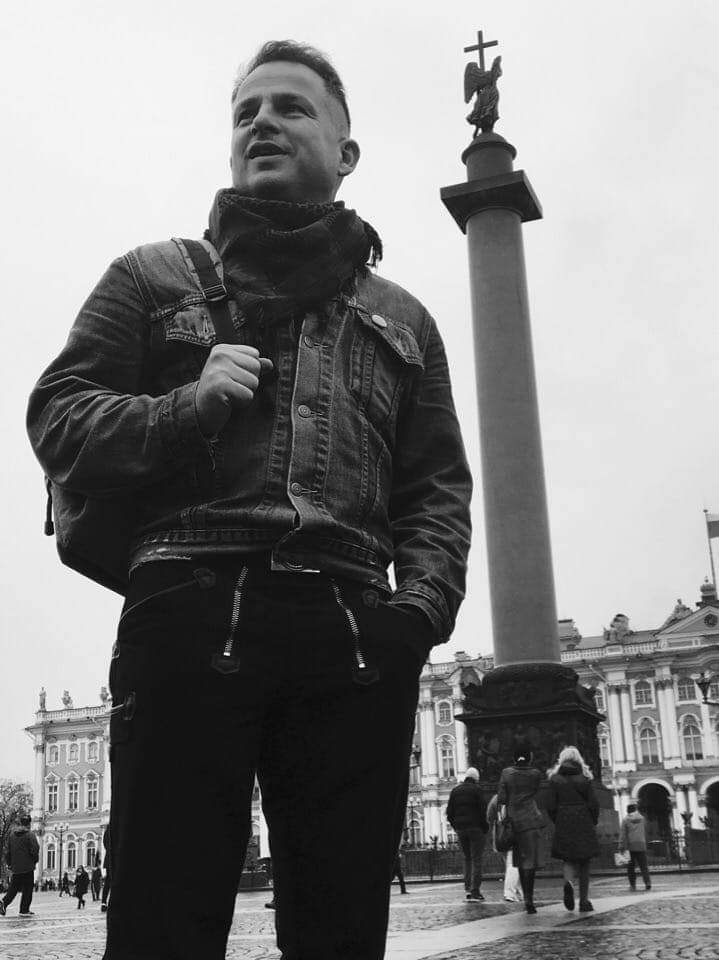
Uwe Nolte (* 1969)

- Nolte, Willy (1906–2004), deutscher Biologe und Fischereirat
- Nolte, Wolfgang, deutscher Spion der DDR, Oberleutnant der Bundeswehr
- Nolte, Wolfgang (* 1947), deutscher Kommunalpolitiker (CDU), Bürgermeister von Duderstadt
- Nolte-Ernsting, Claus (* 1966), deutscher Radiologe
- Nolte-Fischer, Hans-Georg (* 1952), deutscher Bibliothekar
- Noltein, Georg (1854–1936), deutsch-baltisch-russisch-lettischer Eisenbahningenieur und Hochschullehrer
- Noltemeyer, Stefan (* 1962), deutscher Musikproduzent
- Nolten, Hans-Joachim (* 1959), deutscher Tischtennisspieler
- Nolten, Jan (1930–2014), niederländischer Radrennfahrer
- Nolten, Johann Rudolph (1691–1754), Theologe, evangelischer Geistlicher, Generalsuperintendent in Stendal
- Nolten, Katja (* 1970), deutsche Tischtennisspielerin
- Nolten, Ralf (* 1964), deutscher Politiker (CDU), MdL
- Noltenius, Bernhard (1882–1955), deutscher Politiker (DVP, BDV), MdBB
- Noltenius, Bettina (* 1973), deutsche Rechtswissenschaftlerin
- Noltenius, Elisabeth (1888–1964), deutsche Malerin und Grafikerin
- Noltenius, Friedrich (1894–1936), deutscher Jagdpilot und Rassentheoretiker
- Noltenius, Jascha (* 1991), deutscher Jurist, Beauftragter für auswärtige Angelegenheiten der Bahá’í-Gemeinde in Deutschland
- Noltenius, Johann Daniel (1779–1852), deutscher Jurist, Bremer Senator und Bremer Bürgermeister
- Noltenius, Johann Diedrich (1911–1979), deutscher Politiker (FDP)
- Noltenius, Jules Eberhard (1908–1976), deutscher Jurist und Politiker (CDU), MdBB
- Noltenius, Rainer (* 1938), deutscher Literatur- und Kunsthistoriker
- Noltensmeier, Gerrit (* 1941), deutscher evangelisch-reformierter Theologe, Landessuperintendent der Lippischen Landeskirche
- Noltensmeier, Hermann (1908–1998), deutsch-österreichischer evangelisch-reformierter Theologe, Landessuperintendent der Evangelischen Kirche H.B. in Österreich
- Nolthenius, Hugo (1848–1929), niederländischer Komponist, Musikkritiker und Musikschriftsteller
- Nolting, Arne (* 1972), deutscher Drehbuchautor
- Nolting, Carmen (* 1942), deutsche Textilgestalterin
- Nölting, Christian Adolf (1794–1856), deutscher Kaufmann und Kunstförderer
- Nölting, Emile (1812–1899), deutscher Kaufmann, Bankier und Philanthrop
- Nölting, Erik (1892–1953), deutscher Politiker (SPD), MdL, MdB
- Nölting, Ernst (1901–1967), deutscher Politiker (SPD)
- Nölting, Friedrich (1759–1826), deutscher Kaufmann, Ratsherr und Bürgermeister der Hansestadt Lübeck
- Nolting, Friedrich (1896–1962), deutscher Politiker (FDP), MdL
- Nölting, Georg Heinrich (1790–1874), deutscher Kaufmann und Senator der Hansestadt Lübeck
- Nolting, Günther Friedrich (1950–2008), deutscher Politiker (FDP), MdB
- Nolting, Hans-Peter (* 1945), deutscher Psychologe
- Nölting, Johann Heinrich Vincent (1736–1806), Gymnasialprofessor in Hamburg für Philosophie
- Nolting, Kevin, US-amerikanischer Filmeditor
- Nolting, Klaus (1940–2017), deutscher Politiker (SPD), MdL
- Nolting, Malte (* 1999), deutscher Handballspieler
- Nolting, Rolf (1926–1995), deutscher Architekt und Politiker (CDU), MdL, Oberbürgermeister von Wolfsburg
- Nölting, Theodor (1811–1890), deutscher klassischer Philologe und Gymnasiallehrer
- Nolting, Thorsten (* 1964), evangelischer Theologe, Pfarrer, Publizist und AusstellungsmacherThorsten Nolting (* 1964)

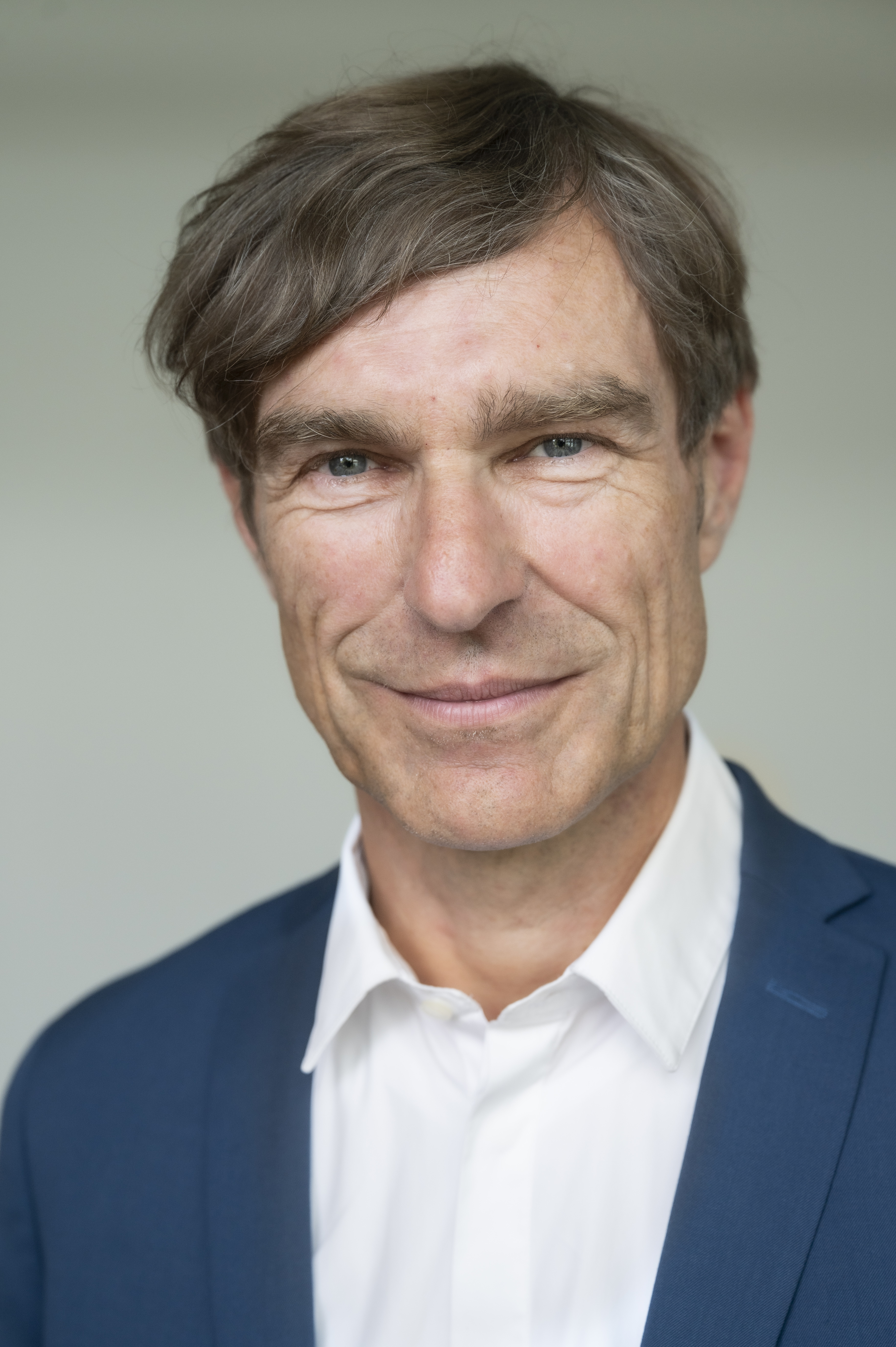
Thorsten Nolting (* 1964)

- Nolting, Willi (1916–1990), deutscher Fußballspieler und -funktionär
- Nolting, Wolfgang (* 1944), deutscher Physiker
- Nolting, Wolfgang E. (* 1948), deutscher Marineoffizier; Vizeadmiral und Inspekteur der Deutschen Marine
- Nolting, Yascha Finn (* 1994), deutscher Schauspieler, Sprecher, Synchronsprecher und LiedermacherYascha Finn Nolting (* 1994)

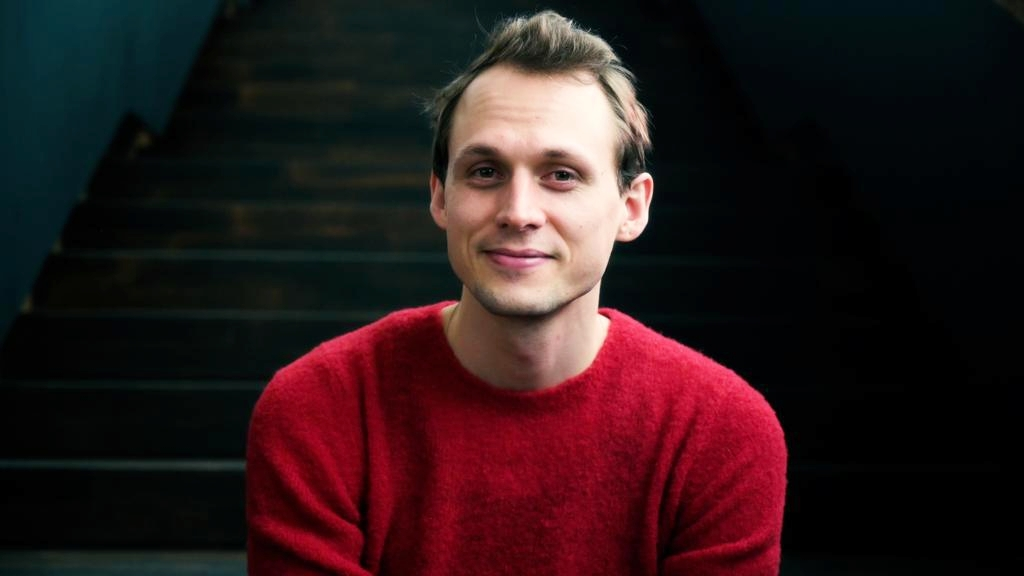
Yascha Finn Nolting (* 1994)

- Nolting-Hauff, Ilse (1933–1997), deutsche Romanistin und Hispanistin
- Nolting-Hauff, Wilhelm (1902–1986), deutscher Politiker (FDP), Bremer Senator
- Nolto, Johann (1638–1711), deutscher Arzt und Stadtphysicus in Lübeck
- Noltsch, Richard (1888–1962), deutscher Landrat
- Noltsch, Wenzel Ottokar (1835–1908), österreichischer Porträt-, Historien- und Kirchenmaler sowie Schriftsteller
- Noltz, Reinhart († 1518), Bürgermeister von Worms
- Noltze, Holger (* 1960), deutscher Journalist, Moderator und Hochschullehrer für Musikjournalismus an der TU Dortmund
- Noltze, Karl (* 1944), deutscher Politiker (CDU), Regierungspräsident des Regierungsbezirks Chemnitz

### Nolv
- Nõlvak, Kusti (* 1991), estnischer Volleyball- und Beachvolleyballspieler

### Nolw
- Nolwen, französische Sängerin

### Nolz
- Nolz, Patricia (* 1995), österreichische Sängerin (Mezzosopran)
- Nolze, Kurt (* 1939), deutscher Sänger und Schauspieler
- Nolzen, Armin (* 1968), deutscher Historiker
- Nolzen, Karl Heinz (1926–2012), deutscher Politiker (SPD), MdL